# Pile, Dubrovnik
Pile (grčki πύλαι, pylai – 'vrata') važno su prometno čvorište grada Dubrovnika. Zajedno s Konalom čine jedan od dubrovačkih gradskih kotara.

## Općenito
Pile su sa svojim položajem na zapadnom ulazu u stari Dubrovnik, centar i najprometniji dio grada. Sastoje se od mnoštva restorana, kafića, trgovina i poslovnih objekata.

## Zemljopisni položaj
Pile se rasprostiru od zapadnih Vrata i zidina od starog grada pa sve do parka Gradac prema zapadu, Jadrana prema jugu i sjevernih padina brda Srđ na sjeveru. Obuhvaćaju predjele Brsalje, utvrdu Lovrijenac, plažu Kolorina i park Gradac.

## Povijest
Povijest Pila se vezuje uz povijest Dubrovnika. Za vrijeme Dubrovačke Republike Pile su imale važan geostrateški položaj pa je shodno tome na hridi podno Pila izgrađena drevna utvrda Lovrijenac, jedina utvrda koja je bila izdvojena iz zidina koje su opasavale tadašnji Dubrovnik.
U sastavu Pila je i najstarija dubrovačka plaža Kolorina te perivoj Gradac. Kupalište Šulić uređeno je 1893., a park Gradac 1898. godine.

## Stanovništvo
Pile su najmanji gradski kotar i broje nekoliko tisuća stanovnika, uglavnom Hrvata.

## Gospodarstvo
Na Pilama se nalaze poslovnice svih važnijih turističkih i drugih kompanija kao na primjer Atlas ili Croatia Airlines. Na Pilama je i najveće prometno čvorište s okretištem i parkingom za prihvat autobusa s turistima koji dolaze u obilazak Starog grada. Zbog čestih zastoja u prometu na ovom uskom grlu, na području Pila je u tijeku uređenje Platoa Pile koji će znatno olakšati promet.
Iznad predjela Brsalje nalazi se najstariji i najljepši dubrovački hotel, grandiozni Imperijal-Hilton koji je za vrijeme Domovinskog rata, nakon nekoliko izravnih pogodaka granata koje su ispalile postrojbe JNA u potpunosti izgorio, ali je obnovljen i ponovo otvoren.